# Sakáre-kajmán
A Sakáre-kajmán (Caiman latirostris) a hüllők (Reptilia vagy Sauropsida) osztályának krokodilok (Crocodilia) rendjébe és az aligátorfélék (Alligatoridae) családjába tartozó faj.

## Előfordulása
Dél-Amerikában Argentína, Bolívia, Brazília, Paraguay és Uruguay területén honos.